# Campeonato Paraguaio de Futebol de 1969
O Campeonato Paraguaio de Futebol de 1969 foi o quinquagésimo nono torneio desta competição. Participaram dez equipes. Não houve descenso, porém, houve o ascenso direto (sem os playoffs com o último colocado, que foram abolidos) do Club Sportivo Luqueño. O campeão e o vice do torneio representaria o Paraguai na Copa Libertadores da América de 1970
| Equipe                    | Cidade      | Departamento     | No ano anterior                                                      | Estádio | Capacidade | Títulos                                     | Participações |
| ------------------------- | ----------- | ---------------- | -------------------------------------------------------------------- | ------- | ---------- | ------------------------------------------- | ------------- |
| Club Cerro Porteño        | Assunção    | Distrito Capital | Lugar                                                                | --      | --         | 14 (último em 1966)                         | 53            |
| Club Guaraní              | Assunção    | Distrito Capital | Campeão                                                              | --      | --         | 7 (1906,1907, 1921, 1923, 1949, 1964, 1967) | 58            |
| Club Nacional             | Assunção    | Distrito Capital | Lugar                                                                | --      | --         | 6 (1909, 1911, 1924, 1926, 1942, 1946)      | 59            |
| Club Olimpia              | Assunção    | Distrito Capital | Vice Campeão                                                         | --      | --         | 21 (último em 1968)                         | 59            |
| Club Libertad             | Assunção    | Distrito Capital | Lugar                                                                | --      | --         | 6 (1910, 1920, 1930,1943, 1945, 1955 )      | 55            |
| Club River Plate          | Assunção    | Distrito Capital | Lugar                                                                | --      | --         | 0 (não possui)                              | 52            |
| Club Sportivo San Lorenzo | San Lorenzo | Central          | Lugar                                                                | --      | --         | 0 (não possui)                              | 14            |
| Club Rubio Ñu             | Assunção    | Distrito Capital | Lugar                                                                | --      | --         | 0 (não possui)                              | 7             |
| Sol de América            | Assunção    | Distrito Capital | Lugar                                                                | --      | --         | 0 (não possui)                              | 55            |
| Club Sportivo Luqueño     | Luque       | Central          | Campeão do Campeonato Paraguaio de Futebol de 1968 - Segunda Divisão | --      | --         | 2 (1951,1953)                               | 35            |

## Premiação
| Campeonato Paraguaio 1969 Primeira Divisão |
| Assunção                                   |
| ------------------------------------------ |
| Club Olímpia Campeão (22º título)          |